# Svenska mästerskapen i friidrott 2010
Svenska mästerskapen i friidrott 2010 var uppdelat i
- Stora SM den 19  till 22 augusti i Falun
- SM mångkamp den 4 och 5 september på Källbrinks IP i Huddinge,
- SM terräng den 24 till 25 april i Brämhult,
- SM maraton den 5 juni i Stockholm,
- SM lag den 31 augusti på Stadion i Stockholm,
- SM halvmaraton den 11 september i Stockholm,
- SM stafett den 29 till 30 maj på Norrtälje Sportcentrum i Norrtälje.

Tävlingen var det 115:e svenska mästerskapet i friidrott.

## Medaljörer, resultat

### Herrar
| Gren                     | Guld                | Guld                                                                  | Guld     | Silver            | Silver                                                           | Silver   | Brons                    | Brons                                                                | Brons    |
| 100 meter                | Tom Kling-Baptiste  | Huddinge AIS                                                          | 10,53    | Stefan Tärnhuvud  | Sundsvalls FI                                                    | 10,64    | Oskar Åberg              | Solna FK                                                             | 10,70    |
| 200 meter                | Johan Wissman       | IFK Helsingborg                                                       | 21,22    | Nil de Oliviera   | Turebergs FK                                                     | 21,26    | Alexander Nordkvist      | Huddinge AIS                                                         | 21,57    |
| 400 meter                | Nil de Oliviera     | Turebergs FK                                                          | 47,18    | Fredrik Johansson | IF Göta Karlstad                                                 | 47,43    | Fredrik Hallinder        | Turebergs FK                                                         | 48,09    |
| 800 meter                | Karim Mohammadi     | Spårvägens FK                                                         | 1:50,47  | Johan Rogestedt   | Stenungsunds FI                                                  | 1:50,62  | Robin Rohlén             | IFK Umeå                                                             | 1:50,66  |
| 1 500 meter              | Rizak Dirshe        | Malmö AI                                                              | 3:49,04  | Johan Walldén     | Gefle IF                                                         | 3:49,63  | Jonas Leanderson (Glans) | Malmö AI                                                             | 3:51,31  |
| 5 000 meter              | Mustafa Mohamed     | Hälle IF                                                              | 14:28,13 | Oskar Käck        | Hälle IF                                                         | 14:31,11 | Johan Wallerstein        | IFK Lund                                                             | 14:33,36 |
| 10 000 meter             | Mustafa Mohamed     | Hälle IF                                                              | 29:58,18 | Mats Granström    | Spårvägens FK                                                    | 30:03,97 | Erik Petersson           | Mölndals AIK                                                         | 30:10,59 |
| Halvmaraton              | Erik Petersson      | Mölndals AIK                                                          | 1:06:07  | Adil Bouafif      | Hässelby SK                                                      | 1:06:22  | Mats Granström           | Spårvägens FK                                                        | 1:07:41  |
| Maraton                  | Adil Bouafif        | Hässelby SK                                                           | 2:21:47  | Erik Petersson    | Mölndals AIK                                                     | 2:23:46  | Kristoffer Österlund     | IFK Umeå                                                             | 2:24:14  |
| 4 km terräng             | Olle Walleräng      | Spårvägens FK                                                         | 11:41    | Mustafa Mohamed   | Hälle IF                                                         | 11:46    | Johan Wallerstein        | IFK Lund                                                             | 11:54    |
| 12 km terräng            | Mustafa Mohamed     | Hälle IF                                                              | 37:42    | Oskar Käck        | Hälle IF                                                         | 38:35    | Lars Johansson           | Enhörna IF                                                           | 39:05    |
| 4 km terräng lagtävling  | Spårvägens FK       | Olle Walleräng, Fredrik Uhrbom, Henrik Skoog                          | 35:55    | Hälle IF          | Mustafa Mohamed, Oskar Käck, Patrik Andersson                    | 36:08    | Hässelby SK              | Andreas Åhwall, Adil Bouafif, Peter Gross                            | 36:09    |
| 12 km terräng lagtävling | Hälle IF            | Mustafa Mohamed, Oskar Käck, Patrik Andersson                         | 1:54:50  | Hässelby SK       | Adil Bouafif, Said Regragui, Peter Gross                         | 1:55:49  | Enhörna IF               | Lars Johansson, Erik Sjöqvist, Kristian Algers                       | 1:55:59  |
| 110 meter häck           | Philip Nossmy       | Malmö AI                                                              | 14,12    | Rafael Askros     | Falu IK                                                          | 14,45    | Joakim Blaschke          | Spårvägens FK                                                        | 14,57    |
| 400 meter häck           | Thomas Nikitin      | Spårvägens FK                                                         | 51,47    | Niklas Larsson    | Hässelby SK                                                      | 51,75    | Marcus Nilsson           | Högby IF                                                             | 52,28    |
| 3 000 meter hinder       | Mustafa Mohamed     | Hälle IF                                                              | 8:44,05  | Daniel Lundgren   | Turebergs FK                                                     | 8:46,56  | Fredrik Johansson        | IFK Växjö                                                            | 8:50,30  |
| 4 x 100 meter            | Turebergs FK        | Nils-Göran Nilsson, Nil de Oliveira, Sebastian Öberg, Oskar Johansson | 42,37    | Malmö AI          | Charles Mitala, Philip Nossmy, Daniel Persson, Jesper Lang       | 42,50    | Hässelby SK              | Christian Rodriguez, Rasmus Olofsson, Niklas Larsson, Henrik Encke   | 42,64    |
| 4 x 400 meter            | Hässelby SK         | Andreas Mokdasi, Mattias Claesson, Henrik Encke, Niklas Larsson       | 3:11,88  | Spårvägens FK     | Emil Zail, Johan Svensson, Mattias Sunneborn, Thomas Nikitin     | 3:15.13  | Turebergs FK             | Sebastian Öberg, Gustav Karnebäck, Johan Eriksson, Fredrik Hallinder | 3:15.16  |
| 4 x 800 meter            | Hammarby IF         | Joakim Löfwing, Thobias Ekhamre, Rickard Pell, Fredrik Karlsson       | 7:34,16  | Hässelby SK       | Eric Hagelin, Marcus Hallbäck, Albin Johansson, Mattias Claesson | 7:34,17  | Hälle IF                 | Mikael Gren, Fredrik Björklund, Tobias Åberg, Joel Bodén             | 7:40,49  |
| 4 x 1 500 meter          | Malmö AI            | Jeppe Thomsen, Martin Nilsson, Jonas Leanderson (Glans), Rizak Dirshe | 15:42,10 | Turebergs FK      | Martin Stjernlöf, Erik Widing, Daniel Lundgren, John Laselle     | 15:50,90 | Spårvägens FK            | Daniel Norberg, Henrik Skoog, Tobias Lundgren, Marcus Gustafsson     | 16:07,37 |
| Höjdhopp                 | Erik Sundlöf        | Glanshammars IF                                                       | 2,19     | Emil Svensson     | IFK Växjö                                                        | 2,16     | Mehdi Alkhatib           | SoIK Hellas                                                          | 2,13     |
| Stavhopp                 | Oscar Janson        | Ullevi FK                                                             | 5,35     | Gustaf Hultgren   | Örgryte IS                                                       | 5,13     | Simon Gyllensten         | Örgryte IS                                                           | 4,93     |
| Längdhopp                | Michel Tornéus      | IFK Tumba                                                             | 7,96     | Andreas Otterling | KFUM Örebro                                                      | 7,67     | Robert Bagge             | Mölndals AIK                                                         | 7,63     |
| Tresteg                  | Andreas Otterling   | KFUM Örebro                                                           | 16,21    | Mathias Ström     | Örgryte IS                                                       | 16,01    | Daniel Lennartsson       | Örgryte IS                                                           | 15,80    |
| Kula                     | Niklas Arrhenius    | Spårvägens FK                                                         | 19,25    | Mats Olsson       | Hässelby SK                                                      | 18,66    | Jimmy Nordin             | Gefle IF                                                             | 18,45    |
| Diskus                   | Niklas Arrhenius    | Spårvägens FK                                                         | 63,87    | Robert Melin      | Bottnaryds IF                                                    | 56,65    | Ulf Ankarling            | IF Göta Karlstad                                                     | 55,17    |
| Slägga                   | Mattias Jons        | Hässelby SK                                                           | 72,35    | Stefan Kvist      | Alvesta FI                                                       | 66,24    | Karl-Erik Ludvigsson     | IF Göta Karlstad                                                     | 66,24    |
| Spjut                    | Daniel Ragnvaldsson | IFK Umeå                                                              | 76,57    | Kim Amb           | Bålsta IK                                                        | 75,86    | Olof Hansson             | KA 2 IF                                                              | 70,40    |
| Tiokamp                  | Daniel Almgren      | Hässelby SK                                                           | 7 322    | Marcus Nilsson    | Högby IF                                                         | 7 006    | Lasse Ohtamaa            | Väsby IK                                                             | 6 894    |
| Lagtävling               | Hässelby SK         | -                                                                     | 82       | Spårvägens FK     | -                                                                | 79       | IF Göta Karlstad         | -                                                                    | 61       |

### Damer
| Gren                    | Guld                       | Guld                                                                    | Guld     | Silver                    | Silver                                                                  | Silver   | Brons                      | Brons                                                             | Brons    |
| 100 meter               | Lena Berntsson             | Ullevi FK                                                               | 11,79    | Carolina Klüft            | IFK Växjö                                                               | 11,83    | Emma Rienas                | IF Göta Karlstad                                                  | 11,90    |
| 200 meter               | Elin Backman               | IFK Helsingborg                                                         | 23,84    | Moa Hjelmer               | Spårvägens FK                                                           | 23,94    | Helene (Nordquist) Bourdin | Täby IS                                                           | 24,32    |
| 400 meter               | Helene (Nordquist) Bourdin | Täby IS                                                                 | 53,40    | Josefin Magnusson         | Malmö AI                                                                | 54,28    | Rebecca Högberg            | Hammarby IF                                                       | 54,34    |
| 800 meter               | Charlotte Schönbeck        | IFK Lidingö                                                             | 2.04,99  | Viktoria Tegenfeldt       | Ume FI                                                                  | 2.07,65  | Elin Moraiti               | Falu IK                                                           | 2.07,99  |
| 1 500 meter             | Charlotte Schönbeck        | IFK Lidingö                                                             | 4:23,79  | Viktoria Tegenfeldt       | Ume FI                                                                  | 4:28,56  | Charlotta Fougberg         | Ullevi FK                                                         | 4:28,72  |
| 5 000 meter             | Isabellah Andersson        | Hässelby SK                                                             | 16:05,80 | Susanne Grimfors          | FK Studenterna                                                          | 16:31,22 | Malin Liljestedt           | Spårvägens FK                                                     | 16:44,87 |
| 10 000 meter            | Isabellah Andersson        | Hässelby SK                                                             | 33:46,35 | Anna von Schenck          | Hässelby SK                                                             | 34:33,61 | Karin Sennvall             | KFUM Örebro                                                       | 34:56,72 |
| Halvmaraton             | Isabellah Andersson        | Hässelby SK                                                             | 1:11:52  | Anna von Schenck          | Hässelby SK                                                             | 1:16:07  | Anna Rahm                  | Rånäs 4H                                                          | 1:16:56  |
| Maraton                 | Isabellah Andersson        | Hässelby SK                                                             | 2:31:35  | Gabriella Samuelsson      | FGF Gotland                                                             | 2:46:33  | Kajsa Berg                 | Huddinge AIS                                                      | 2:49:07  |
| 4 km terräng            | Isabellah Andersson        | Hässelby SK                                                             | 13,18    | Lisa Blommé               | Hässelby SK                                                             | 13,27    | Ida Nilsson                | Högby IF                                                          | 13,35    |
| 8 km terräng            | Isabellah Andersson        | Hässelby SK                                                             | 28,04    | Ulrika Johansson (Flodin) | Rånäs 4H                                                                | 28,24    | Lisa Blommé                | Hässelby SK                                                       | 28,35    |
| 4 km terräng lagtävling | -                          | -                                                                       | -        | -                         | -                                                                       | -        | -                          | -                                                                 | -        |
| 8 km terräng lagtävling | Hässelby SK, lag 1         | Isabellah Andersson, Lisa Blommé, Anna von Schenck                      | 1:25,54  | IK Norrköping Friidrott   | Beata Falk, Linnea Gustafsson, Frida Aspnäs                             | 1:28,00  | Hässelby SK, lag 2         | Lena Eliasson, Madeleine Larsson, Kajsa Petersson                 | 1:29,57  |
| 100 meter häck          | Elin Westerlund            | KA 2 IF                                                                 | 13,60    | Emma Tuvesson             | IFK Helsingborg                                                         | 13,71    | Caroline Lundahl           | KA 2 IF                                                           | 13,95    |
| 400 meter häck          | Frida Persson              | Hammarby IF                                                             | 59,26    | Emilia Granqvist          | Östersunds GIF                                                          | 59,42    | Ulrika Johansson           | IFK Växjö                                                         | 59,65    |
| 3 000 meter hinder      | Charlotta Fougberg         | Ullevi FK                                                               | 10:42,40 | Maria Borglund            | Sävedalens AIK                                                          | 11:02,79 | Erika Svanborg             | Bromma IF                                                         | 11:32,29 |
| 4 x 100 meter           | Falu IK                    | Julia Tollin, Isabelle Eurenius, Jenny Kallur, Louise Kronlund          | 46,15    | Ullevi FK                 | Lena Berntsson, Emelie Svensson, Moa Larsson, Therese Bohlén Kinn       | 46,20    | Spårvägens FK              | Gladys Bamane, Nuulu Ndiwabene, Erica Jarder, Moa Hjelmer         | 46,36    |
| 4 x 400 meter           | Hammarby IF                | Nathalie Tolvers, Jasmin Sabir, Amanda Nilsson, Rebecca Högberg         | 3:49,81  | Turebergs FK              | Jennie Hurkmans, Frida Flodström, Julia Hässel, Lotta Lindsén           | 3:53,24  | KFUM Örebro FI             | Ellen Hjort, Sofia Thorin, Sara Jernfält, Sandra Wagner           | 3:57,34  |
| 4 x 800 meter           | Hässelby SK                | Rakel Ekendahl, Jessica Samuelsson, Madeleine Larsson, Vendela Mindelöf | 9:04,33  | Ullevi FK                 | Hanna Nilsson Palmgren, Charlotta Fougberg, Maria Larsson, Lovisa Lindh | 9:11,53  | Turebergs FK               | Jennie Hurkmans, Lotta Lindsén, Yolanda Ngarambe, Frida Flodström | 9:15,00  |
| 3 x 1 500 meter         | Spårvägens FK              | Lena Örn, Elina Johansson, Malin Liljestedt                             | 14:00,61 | Ullevi FK                 | Maria Larsson, Lovisa Lindh, Charlotta Fougberg                         | 14:01,46 | Rånäs 4H                   | Moa Westman, Annika Billstam, Ulrika Johansson (Flodin)           | 14:05,84 |
| Höjdhopp                | Emma Green                 | Örgryte IS                                                              | 1,96     | Ebba Ljungmark            | Mölndals AIK                                                            | 1,87     | Victoria Dronsfield        | IF Göta Karlstad                                                  | 1,81     |
| Stavhopp                | Hanna-Mia Persson          | Örgryte IS                                                              | 4,23     | Michaela Meijer           | Örgryte IS                                                              | 4,13     | Malin Dahlström            | Ullevi FK                                                         | 4,07     |
| Längdhopp               | Carolina Klüft             | IFK Växjö                                                               | 6,48     | Jessica Samuelsson        | Hässelby SK                                                             | 6,08     | Linda Bergh                | Hässelby SK                                                       | 6,05     |
| Tresteg                 | Malin Marmbrandt           | Västerås FK                                                             | 12,74    | Angelica Ström            | Gefle IF                                                                | 12,71    | Anna Alexson               | Spårvägens FK                                                     | 12,63    |
| Kula                    | Helena Engman              | Riviera FI                                                              | 18,08    | Catarina Andersson        | Hässelby SK                                                             | 15,27    | Mikaela Johansson          | Ärla IF                                                           | 14,28    |
| Diskus                  | Anna Söderberg             | Ullevi FK                                                               | 57,45    | Sofia Larsson             | IF Göta Karlstad                                                        | 52,92    | Jenny Johansson            | Västerås FK                                                       | 49,64    |
| Slägga                  | Cecilia Nilsson            | Råby-Rekarne FIF                                                        | 66,42    | Tracey Andersson          | IFK Trelleborg                                                          | 66,11    | Emma Johannesson           | Ullevi FK                                                         | 63,20    |
| Spjut                   | Annika Petersson           | Gefle IF                                                                | 55,77    | Anna Wessman              | IFK Växjö                                                               | 54,80    | Marléne Lindström          | Ununge IF                                                         | 51,69    |
| Sjukamp                 | Ellinor Rosenquist         | GoIF Tjalve                                                             | 5 494    | Kristin Birna Olafsdottir | Island                                                                  | 5 363    | Martina Salander           | Fredrikshofs FIF                                                  | 5 363    |
| Lagtävling              | Ullevi FK                  | -                                                                       | 77,5     | Spårvägens FK             | -                                                                       | 73       | Hässelby SK                | -                                                                 | 70,5     |

### Fotnoter
1. ↑  ”Resultatarkiv hos friidrott.se”. friidrott.se. Arkiverad från originalet den 10 januari 2011. https://web.archive.org/web/20110110013913/http://www.friidrott.se/rs/resultat.aspx?year=2010&type=2. Läst 23 maj 2013.
2. 1 2 3 4 5 6 7 8  ”Stora SM 2010, dag 2”. trackandfield.se. http://www.trackandfield.se/resultat/2010/100820.htm. Läst 2 september 2013.
3. 1 2 3 4 5 6 7 8 9 10 11 12 13  ”Stora SM 2010, dag 4”. trackandfield.se. Arkiverad från originalet den 27 september 2013. https://web.archive.org/web/20130927090733/http://www.trackandfield.se/resultat/2010/100822.htm. Läst 2 september 2013.
4. 1 2 3 4 5 6 7 8 9 10 11 12 13  ”Stora SM 2010, dag 3”. trackandfield.se. Arkiverad från originalet den 29 september 2013. https://web.archive.org/web/20130928222318/http://www.trackandfield.se/resultat/2010/100821.htm. Läst 2 september 2013.
5. 1 2  ”SM halvmarathon 2010”. marathon.se. http://results.marathon.se/halvmarathon/2010/. Läst 23 maj 2013.
6. 1 2  ”SM i marathon 2010”. marathon.se. http://results.marathon.se/2010/. Läst 29 juli 2013.
7. 1 2 3 4 5 6 7 8  ”Terräng-SM 2010” (excel). idrottonline.se. Arkiverad från originalet den 8 december 2015. https://web.archive.org/web/20151208063414/http://www1.idrottonline.se/ImageVaultFiles/id_276861/cf_87178/Resultatlista_slutlig.XLS. Läst 10 november 2015.
8. 1 2 3 4 5 6 7 8  ”Stafett-SM 2010”. ranas4h.nu. Arkiverad från originalet den 8 december 2015. https://web.archive.org/web/20151208144853/http://www.ranas4h.nu/resultat/2010/stafett-sm.html. Läst 29 maj 2013.
9. 1 2  ”Stora SM 2010, dag 1”. trackandfield.se. http://www.trackandfield.se/resultat/2010/100819.htm. Läst 2 september 2013.
10. 1 2  ”Resultatbilaga 2010” ( PDF). Svenska Friidrottsförbundet. sid. 8, 10. Arkiverad från originalet den 11 augusti 2020. https://web.archive.org/web/20200811063518/https://www.friidrott.se/docs/resultatbil10b.pdf. Läst 11 augusti 2020.
11. 1 2  ”Lag-SM 2010”. friidrottsresultat.se. Arkiverad från originalet den 5 mars 2016. https://web.archive.org/web/20160305094355/http://www.friidrottsresultat.se/2010/lagsm/index.php. Läst 29 juli 2013.